# Plaza de Toros de Manizales
La Plaza de Toros de Manizales también llamada La Monumental es una plaza de toros ubicada en Manizales, en el departamento de Caldas en Colombia. En la actualidad es usada para las corridas de toros durante la Feria de Manizales y otros eventos culturales.

## Historia
El 27 de septiembre de 1945 un grupo de taurinos conformaron la sociedad Plaza de Toros de Manizales, mediante escritura pública n.º 1234 integrada por distinguidos caballeros, como José Restrepo Restrepo, Pedro Jaramillo, Vicente Gutiérrez, Jesús María Bermúdez, Antonio Pinzón, Benjamín Patiño Callejas, Laserna Hoyos Ltda., Alberto Gómez U., Rafael Villegas del diario La Patria, Luis Carlos Valencia, Oscar Hoyos Botero, Ignacio González, Gustavo Vélez Arango, Pantaleón González, Roberto Cardona Arias y don Antonio Cuartas, quienes con el transcurso de los años transfirieron sus acciones a la Cruz Roja Seccional Caldas, su actual propietaria.
La corrida inaugural tuvo lugar el 23 de diciembre de 1951, siendo alcalde de la ciudad el Dr. Fernando Londoño Londoño, con los diestros Antonio Bienvenida, Manolo González y Alfredo Jiménez y toros de Mondoñedo. Hasta 1955 se realizaron algunas corridas y festejos incluyendo la presentación del cómico mexicano Mario Moreno Cantinflas, el medellinense Rubén Escobar Escobarito, Félix Rodríguez Antón Rodríguez II, Pepe Cáceres, Julián e Isidro Marín, José María Martorell, Antonio Ordóñez, Pedro Martínez Pedrés y el caleño Joselillo de Colombia.
Antes de la inauguración de la plaza de toros de Manizales existieron sucesivos recintos o circos temporales habilitados para la celebración de corridas de toros, datando el más antiguo de 1897. El 14 de mayo de 1944 se inauguró la Plaza de Toros El Soldado, primer recinto permanente de Manizales, con corrida inaugural de Conchita Cintrón. La plaza se encontraba ubicada en lo que actualmente es el Batallón de Ayacucho. Durante los años años 70 albergó la Escuela Taurina de Manizales (ESTAUMA).
El 14 de julio de 1954 el burgomaestre Mario Vélez Escobar instituyó la Feria de Manizales, con el decreto n.º 311. De 1956 data el pasodoble Manizales del autor Juan Marí Asins, director de la Banda del Empastre, con letra del belumbrense Guillermo González Ospina, una de las señas de identidad de la ciudad y de la Feria de Manizales. El pasodoble que suena durante el paseíllo de las cuadrillas y en aquellas faenas destacadas del torero. En los 90 se creó la escuela taurina La Espada de Manizales donde se iniciaron Andrés de los Ríos o José Arcila.
En la actualidad, en Cali y Manizales se celebran las grandes ferias taurinas de Colombia. En 2019 la Corte Constitucional ratificó la sentencia de 2010 que determinó que corridas de toros y las peleas de gallos, entre otros espectáculos con animales, forman parte del arraigo cultural en Colombia. La plaza es gestionada por Casa Chopera, una de las gestoras de festejos taurinos más importantes del mundo. Anualmente se entrega el Trofeo Feria de Manizales, una réplica de la Catredal de Manizales.
Entre las últimas faenas destacadas señalar las puertas grandes de Juan Mora, El Cid y Bolívar en 2010, Pablo Hermoso de Mendoza y Bolívar en 2012, Eduardo Gallo en 2013, Roca Rey y Juan del Álamo en 2014, Castella en 2015, Diego Ventura en 2016, Ramsés en 2017, Luis Bolívar, El Juli y Ponce en 2018, Bolívar y Juan de Castilla en 2019, El Juli y Castella en 2020, y José Arcila, José Garrido y Román en 2022. También reseñar los indultos de Trotón de Caicedo por Matías Tejela en 2009, Profesor de la ganadería Ernesto Gutiérrez por El Juli o Despistado de Las Ventas del Espíritu Santo por Emilio de Justo, en 2022.

## Descripción
Tiene un aforo para 15.600 aficionados. La plaza fue obra de la constructora Robledo y Borrero, con un aforo inicial de 7.000 espectadores dentro de los 12.000 totales proyectados. Su aspecto exterior con arcos de herradura y almenas es de estilo historicista neomudéjar.